# Sanibel
Sanibel est une île et ville américaine située dans le comté de Lee, dans l'État de Floride. Lors du recensement des États-Unis de 2020, la ville compte 6 382 habitants.
Les plages de Sanibel et son île sœur Captiva, que les explorateurs espagnols du XVIe siècle appelaient déjà Costa de Carocles (« côte des coquillages »), recèlent aujourd'hui encore une impressionnante quantité de coquillages multicolores. Plus de 200 espèces de mollusques habitent les eaux peu profondes du golfe du Mexique et l'orientation est-ouest inhabituelle de ces îles explique de tels dépôts sur leurs rivages par les courants marins. Les deux îles sont reliées entre elles et à la côte par des ponts routiers.

## Histoire
Sanibel et Captiva sont découvertes au XVIe siècle par des navigateurs espagnols. Ces derniers ne s'établissent cependant jamais sur ces îles qu'ils abandonnent aux Amérindiens Calusa. Dès 1833, des pionniers tentent de s'implanter à Sanibel. Cependant, l'absence d'un port côtier les force bientôt à abandonner l'île. En 1963, une liaison routière est établie avec le continent, ouvrant la voie au tourisme. Entre 1964 et 1965, quelque 110 000 véhicules traversent le pont ; en 1995, ce chiffre dépassait les trois millions. Face aux dangers d'un développement forcené, plusieurs associations de défense de l'environnement se mobilisent par la suite pour protéger Sanibel.

## Démographie
| 1980  | 1990  | 2000  | 2010  | - | - |
| ----- | ----- | ----- | ----- | - | - |
| 3 363 | 5 468 | 6 064 | 6 469 | - | - |

## Patrimoine
- Phare de Sanibel Island, construit à la pointe Est de l'île en 1884.
- Bailey-Matthews National Shell Museum, musée de coquillages inauguré en 1995.

## Source et références
- (en) Cet article est partiellement ou en totalité issu de l’article de Wikipédia en anglais intitulé « Sanibel, Florida » (voir la liste des auteurs).

1. ↑  (en) « Statistiques des États-Unis - Floride - Profils des communautés de 2010 » (consulté en juillet 2021).